# Гулаг (группа)
ГУЛАГ (ВИА имени Л. П. Берия) — музыкальный коллектив из Москвы, играющий политически окрашенный панк-рок. Один из наиболее ярких представителей субкультуры, сложившейся в 90-е годы вокруг Национал-большевистской партии.

## История
29 октября 1998 года тогда ещё никому не известная группа «Сварга», игравшая авангардный языческий рок, давала концерт в кинотеатре «Союз» (г. Малаховка). В составе «Сварги» тогда находились басист Паша «Морфей» Григорьев (гр. «Фактор Выживания»), гитарист Саша «Йорик» и др. По окончании концерта в зале они познакомились с продюсером и музыкантом Дмитрием Огнеевым (группы «Камикадзе и собутыльники», «Эякуляция под мышку», «Фигурный Дрыст» и др.) и решили организовать совместный панк-проект, который изначально получил название «Бешеные Мурзилки», однако уже спустя месяц утвердилось новое название коллектива — «Рубилово-Дробилово», а после того, как группу окончательно запретили, она стала называться «РУДА». К середине 1999 года музыканты полностью отошли от традиционного панка, и под влиянием своей деятельности в НБП решили создать проект нового типа, стать полностью политизированной группой, проповедующей идеи национал-большевизма. Так появился «ГУЛАГ».
Первые акустические концерты в штабах НБП и Трудовой России, а также на многочисленных митингах и на закрытых площадках были восприняты публикой на ура. Вокруг группы сложилось собственное музыкально-политическое движение «Рок-контрреволюция», задумывающееся как московская альтернатива сибирскому «Русскому прорыву». Летом 2000 года команда приступила к записи своего первого студийного альбома «Убивать» в составе Егора Азонова (группа «Волчья Гать»), Дмитрия Огнеева, Антона Кравчука (группы «Молодая гвардия», «Большое лёгкое», «Веретено») и Паши Григорьева. Волею обстоятельств и идеологического разногласия музыкантов альбом писался целый год, а выпущен был лишь в 2004 году после появления продюсера в лице ННТК.
Осенью того же года администрация кинотеатра «Марс» запрещает группе разогревать «Гражданскую оборону». 1 мая 2001 года концерт группы в подвале Арт-Центра заканчивается массовыми беспорядками, после чего музыканты снова оказываются в «чёрном списке» экстремистских рок-групп. В 2001—2003 гг. группа вынужденно ограничивает свою деятельность квартирниками и студийной работой, появляется большое количество демо записей.
В 2004 году после ухода Д. Огнеева и Е. Азонова на постоянную работу в ННТК в «Гулаг» возвращаются старые музыканты. В составе Паши Григорьева, Саши «Йорика», ударника Тёмы «Кипиша» группа даёт ряд концертов в столице, однако уже в 2005 году после очередного раскола снова прекращает активное существование. В этот период Пашей Григорьевым на студии АИР и собственной домашней студии записан ряд акустических альбомов, также появляется новый проект «Морфей и соратники».
Тем не менее, интерес к «Гулагу» у публики не уменьшается, и в 2008 году, к десятилетию группы, она была реанимирована. Записываются три новых альбома «Пусть льётся кровь», «Время героев не ждёт» и «Экстремизм», включающих как хорошо известные песни, так и ранее никогда не исполнявшийся материал.
8 мая 2010 г. Паша Морфей женился.
9 ноября 2010г. трагически погибает барабанщик группы Артем Качалин. После смерти барабанщика группа распалась.

## Дискография

### Номерные альбомы
1. 2001 — Убивать (На кассетах: Время убивать!)
2. 2009 — Пусть льётся кровь!
3. 2009 — Экстремизм
4. 2009 — Время героев не ждёт

### Неофициальные альбомы и бутлеги
1. 1999 — Последняя революция (Акустика)
2. 2000 — Dance На Пределе
3. 2000 — Жара
4. 2006 — Прощальные песни
5. 2006 — Танцы
6. 2006 — Лирика
7. 2006 — La Lucha Continua!

### Синглы
1. 2000 — Я спрятался за свастику
2. 2000 — Нечего Терять
3. 2001 — Навсегда-Пустота
4. 2001 — Колокола (Акустика)
5. 2002 — Чума (Акустика)
6. 2002 — Непокорный Гой
7. 2004 — Я хочу танцевать

## Рецензии
- «Время Убивать» в газете «Завтра»
- «Время Убивать» на km.ru (недоступная ссылка)
- Трилогия в газете «Лимонка»
- Трилогия на km.ru (недоступная ссылка)